# Tricorynus gravis
Tricorynus gravis är en skalbaggsart som först beskrevs av Leconte 1858.  Tricorynus gravis ingår i släktet Tricorynus och familjen trägnagare. Inga underarter finns listade i Catalogue of Life.